# Rudolf Elmayer von Vestenbrugg
Rudolf Elmayer von Vestenbrugg, Pseudonyme: Elmar Brugg, Rudolf Elmar von Vinibert oder Elmar Vinibert von Rudolph (* 3. April 1881 in Pula, Markgrafschaft Istrien; † 23. Dezember 1970 in Graz) war ein österreichischer Ingenieur, Journalist und Schriftsteller.

## Leben
Nach dem Besuch der Landesoberrealschule in Graz nahm er 1898 ein Maschinenbaustudium an der Technischen Hochschule Graz auf, das er an der Technischen Hochschule in Wien und in Berlin fortsetzte. Seit 1898 war er Mitglied der Grazer akademischen Burschenschaft Cheruskia. In Wien wurde er außerdem Mitglied der Burschenschaft Eisen. 1906 legte er in Wien die Zweite Staatsprüfung ab und erhielt eine Stelle beim Niederösterreichischen Landeseisenbahnbauamt. Von 1908 bis 1913 leitete er unter Eduard Engelmann junior die Elektrifizierung der Mariazellerbahn. Nach seiner Teilnahme am Ersten Weltkrieg wurde er 1922 Mitarbeiter bei der Niederösterreichischen Elektrizitätswirtschafts-AG, wo er bereits nach drei Jahren im Alter von 41 Jahren seine Frühpensionierung erreichte. Er zog 1925 nach Graz zurück, wo er als freischaffender Journalist wirkte. 1932 verlegte er seinen Wohnsitz nach München, um u. a. für die Zeitschrift „Nationalsozialismus und Rasse“ und den „Völkischen Beobachter“ zu arbeiten. Zum 1. April 1933 trat er der NSDAP bei (Mitgliedsnummer 1.663.550). Nach der „Machtergreifung“ der Nationalsozialisten erfolgte seine Ernennung zum Pressereferenten für den Kreis München 1 und später zum Abteilungsleiter in der NS-Handels- und Gewerbeorganisation. 1935 bürgerte ihn Österreich aus und er nahm die deutsche Staatsbürgerschaft an.
In der Zeit des Nationalsozialismus verfasste er mehrere, offen antisemitische Werke, darunter eine Biographie des antisemitischen Politikers Georg Ritter von Schönerer. Eine Auswahl davon wurde auch als sogenannte „Kampfschriften der Obersten SA-Führung“ eingesetzt. Aufgrund seiner 1938 veröffentlichten Beschreibung der Welteislehre von Hanns Hörbiger wurde er in den SA-Kulturkreis und in die SS-Ahnenerbe-Forschungsgemeinschaft berufen.
Im Zweiten Weltkrieg wurde er Oberstleutnant der Wehrmacht und lebte einige Zeit im slowenischen Maribor. Nach 1945 fanden sich fast alle seiner bisherigen Veröffentlichungen auf der Liste der auszusondernden Literatur. Er kehrte nach Graz zurück und publizierte über mehrere andere Themen. 1958 promovierte er an der Universität Graz zum Dr. phil. Das Thema seiner Dissertation lautete: Studien zum Darstellungsbereich und Wortschatz des Beowulf-Epos. Sein letztes Buch Eingriffe aus den Kosmos wurde 1971 posthum von Hans Schindler Bellamy veröffentlicht und erschien in Freiburg bis 1977 in drei Auflagen. Speziell für die Mitglieder des Geschichtsvereins für Kärnten wurde sein Auer von Welsbach-Roman Mehr Licht! Ende der 1970er Jahre zweifach nachgedruckt.
Der Gründer der Wiener Tanzschule Elmayer, Rittmeister a. D. Willy Elmayer von Vestenbrugg (1885–1966), war sein jüngerer Bruder.

## Werke (Auswahl)
- Georg Ritter von Schönerer, der Vater des politischen Antisemitismus. Von einem, der ihn selbst erlebt hat. Eher, München 1936.
- Rätsel des Weltgeschehens. Eher, München 1937.
- Der Judenspiegel. Judentum und Antisemitismus in der Weltgeschichte (= Kampfschriften der Obersten SA-Führung, Bd. 1). Eher, München, Berlin 1937; 2. Aufl. 1938.
- Totengräber der Weltkultur. Der Weg des jüdischen Untermenschentums zur Weltherrschaft (= Kampfschriften der Obersten SA-Führung, Bd. 2). Eher, München, Berlin 1937.
- Unsere Kolonien. Wie wir unsere Kolonien erwarben, wie wir ihren Reichtum erschlossen, was sie heute für Deutschland bedeuten. Leipzig 1938.
- Die Welteislehre nach Hanns Hörbiger, Leipzig 1938; 2. Aufl. 1940.
- SA.-Männer im feldgrauen Rock, 1941.
- Der Musikant, 1952.
- Studien zum Darstellungsbereich und Wortschatz des Beowulf-Epos, 1958.
- Denkschrift über die Errichtung der Niederösterreichischen Landes-Elektrizitätswerke als Grundstock der NEWAG und über die Elektrifizierung der niederösterreichisch-steirischen Alpenbahn St. Pölten-Mariazell-Gusswerk. Erinnerungen aus der Bauzeit vor 50 Jahren (1906–1911). Wien 1961.